# Нижне-Курмоярская
Нижне-Курмоярская — исчезнувшая станица в Цимлянском районе Ростовской области.

## География
Станица располагалась на правом берегу Дона, между станицами Старо-Нагавской и Терновской. Первоначально станица располагалась чуть ниже по течению реки в займище, окрестности которого каждую весну заливались водой.

## Название
Слово «Курман» татарское и означает в переводе на русский язык «жертвоприношение», хотя иногда оно употреблялось и как имя собственное. Видимо в этих местах татары устраивали празднества и приносили жертвоприношения, отчего яры получили кличку «Курман».

## История
Станица являлась одним из старейших поселений современной Ростовской области. Впервые казачий городок Нижний Курман Яр упоминается в октябре 1613 года. C 1704 года — станица Курмоярская.
В 1859 году в станице имелись 280 дворов, православная Владимирская церковь (первая деревянная церковь в честь иконы Владимирской Божьей Матери была построена в 1728 году), проживало 380 душ мужского и 409 женского пола. К 1873 году в станице проживало 853 души мужского и 1099 женского пола. Первоначально станица относилась ко Второму Донскому округу.
Не позднее 1897 года станица была передана в состав Первого Донского округа. Согласно данным первой Всероссийской переписи населения 1897 года в станице проживало 1126 душ мужского и 1391 женского пола. В станичный юрт также входило 20 хуторов и 1 временное поселение. Всего в юрте станица проживало свыше 11 000 человек. Согласно алфавитному списку населенных мест Области войска Донского 1915 года в станице проживало 1393 души мужского и 1436 женского пола, имелись почтовое отделение, ссудо-сберегательное товарищество, церковь, двухклассное приходское училище, церковно-приходская школа, женское училище, паровая мельница.
В результате Гражданской войны население станицы сократилось. Согласно первой Всесоюзной переписи населения 1926 года население станицы Нижне-Курмоярской Нижне-Курмоярского сельсовета Цымлянского района Сальского округа Северо-Кавказского края составило 1634 человека, 676 мужчин и 958 женщин, из них великороссов — 1630.
В годы Великой Отечественной войны станица была кратковременно оккупирована немецко-румынскими соединениями. Освобождена в феврале 1943 года.
В 1950 году в связи со строительством Цимлянского водохранилища и Волго — Донского канала, жители станицы были отселены в хутор Рябичев.

## Население
Динамика численности населения
| 1859 | 1873 | 1897 | 1915 | 1926 |
| ---- | ---- | ---- | ---- | ---- |
| 789  | 1952 | 2517 | 2829 | 1634 |

### Известные люди
- Бородин, Александр Иосифович (1916—1999) — Герой Социалистического Труда.
- Серафимович, Александр Серафимович (1863—1949) — советский писатель. Лауреат Сталинской премии первой степени (1943).